# Johannes Schmidt (Bildhauer)

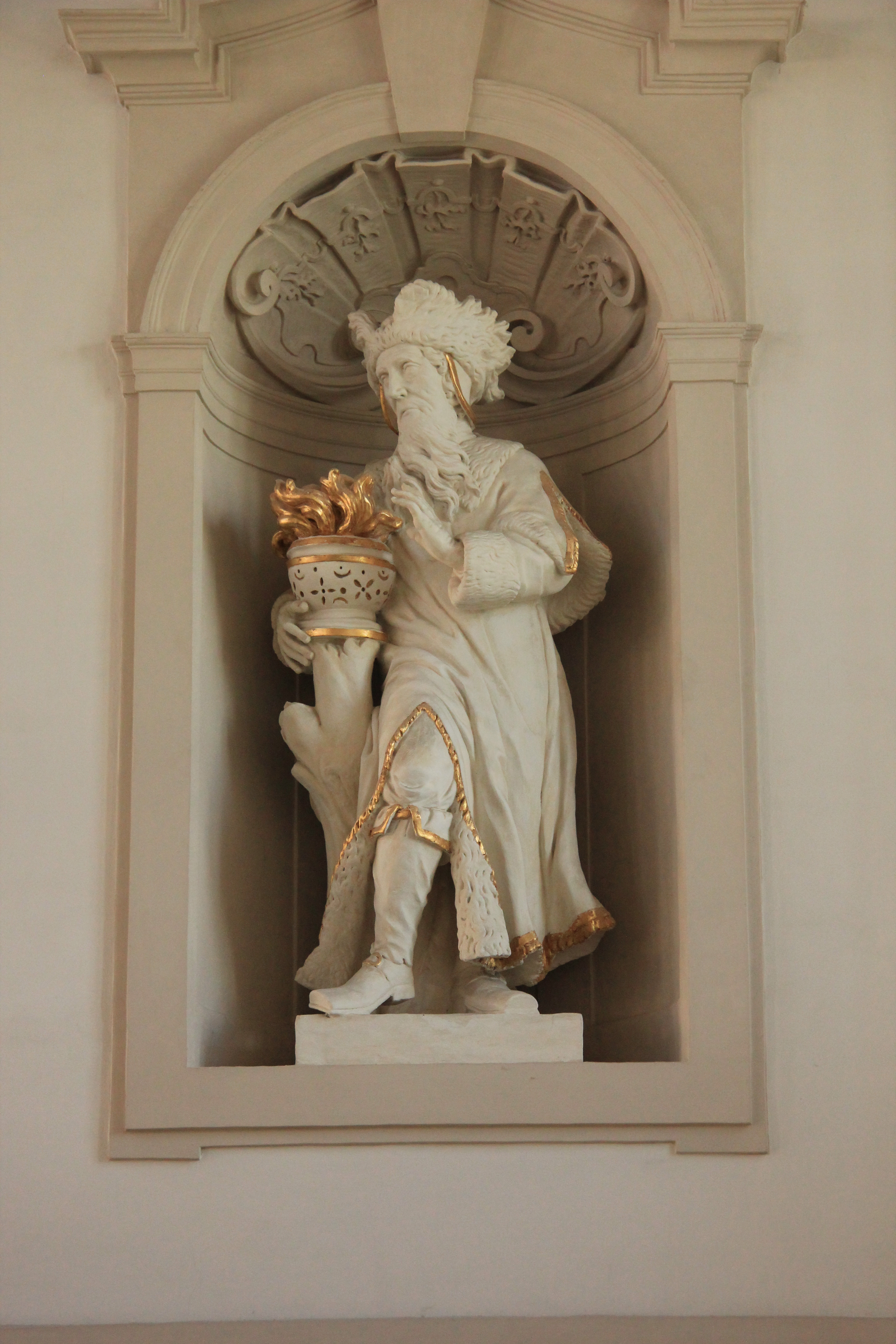
Statue „Winter“ in der Kaiserstiege im Stift Göttweig, Johann Schmidt, 1737

Johannes Schmidt (auch Johann Schmidt), (* 1684 in Bönstadt; † 28. Juni 1761 in Mautern an der Donau) war ein aus Deutschland stammender Bildhauer, der in Österreich wirkte.

## Leben und Werk
Johannes Schmidt stammte aus einer Fassbinderfamilie im oberhessischen Bönstadt. Der Dürnsteiner Propst Hieronymus Übelbacher holte den bedeutenden Holzschnitzer nach Österreich und gab ihm in Grafenwörth Quartier. Wegen des Auftrages an den Figuren der Kaiserstiege im Stift Göttweig übersiedelte er 1725 nach Stein an der Donau.
Er ist der Vater des Malers Martin Johann Schmidt, genannt „Kremser Schmidt“.

## Quelle
- Martin Johann Schmidt. Marktgemeinde Grafenwörth, Eigendruck.
- Michael Grünwald: „Johann Schmidt (1684-1761). Des ‚Klosters Bildhauer‘ zu Dürnstein und Göttweig“, in der Schriftenreihe Das Waldviertel, 2004 (Band 45) Seite 89–108, herausgegeben von H. Hitz/F. Pötscher/E. Rabl/T. Winkelbauer.

## Weblink
| Personendaten    | Personendaten                         |
| ---------------- | ------------------------------------- |
| NAME             | Schmidt, Johannes                     |
| ALTERNATIVNAMEN  | Schmidt, Johann                       |
| KURZBESCHREIBUNG | österreichischer Bildhauer des Rokoko |
| GEBURTSDATUM     | 1684                                  |
| GEBURTSORT       | Bönstadt                              |
| STERBEDATUM      | 28. Juni 1761                         |
| STERBEORT        | Mautern an der Donau                  |